# Heinrich Roost
Heinrich Roost (* 25. Mai 1872 in Beringen; † 9. Juni 1936 in Bern) war ein Schweizer Offizier.
Von 1923 bis 1936 war er Generalstabschef der Schweizer Armee.